# Hjälten (film)
Hjälten är en svensk film från 1990 i regi av Agneta Fagerström-Olsson. I rollerna ses bland andra Lena Carlsson, Helge Jordal och Ulf Friberg.

## Handling
17-åriga Rita växer upp i en överklassmiljö under 1960-talet. Hon förälskar sig i arbetarkillen Jimmi.

## Rollista
- Lena Carlsson – Rita
- Helge Jordal – Gerhard, hennes far
- Ulf Friberg – Jimmi, tvättbilsförare
- Marianne Mörck – Edit, Ritas mor
- Birgitta Ahlgren – Margit, Ritas bästa vän
- Carl Sjöström – Tommi
- Magnus Skogsberg – Cebe
- Lotta Hansson	– Josefin
- Magnus "Mankan" Nilsson – Bil-Helge
- Pär Ericson – byggmästaren
- Yvonne Schaloske – fru Marianne
- Karin Emard – Anita
- Jerk Rysjö – "Volare" Leander
- Joakim Pietras – Pinnen
- Mona Seilitz – Solbritt
- Nils Moritz – Sture
- Leif Forstenberg – Malcolm
- Ingmarie Sigling – Malcolms fru
- Michael Segerström – konditorn
- Malou Berg – konditorfrun
- Magnus Nilsson – Kalle B.
- Torbjörn Lillieqvist – utroparen
- Miriam Ben-Ezra – Ingegärd
- Jeanette Molinder – karusellflickan
- Marie-Térése Sarrazin	– magdansösen
- Allan Svensson – bilisten
- Stefan Åkerman – killen i gropen
- Martin Ersgård – stålkäften
- Ernst Günther – "Gubben", tvättinrättningsinnehavare
- Anders Granström – predikanten
- Git Magnusson – joddlande damen
- Edward Wojcicki – joddlande damens make
- Sigvard Andersson	– generalen
- Asta Lundén – grevinnan
- Lars Väringer – Vincent

## Om filmen
Hjälten producerades av Katinka Faragó och spelades in med John O. Olsson som fotograf efter ett manus av Fagerström-Olsson. Den klipptes av Christin Loman och premiärvisades den 2 februari 1990 på flera biografer runt om i Sverige. Vid en filmfestival i San Remo 1990 belönades Lena Carlsson med pris för bästa skådespelerska för sina insatser i filmen. Filmen är till stor del inspelad i Beddingestrand, utanför Trelleborg, där även castingen hölls.